# Norra Fäladen

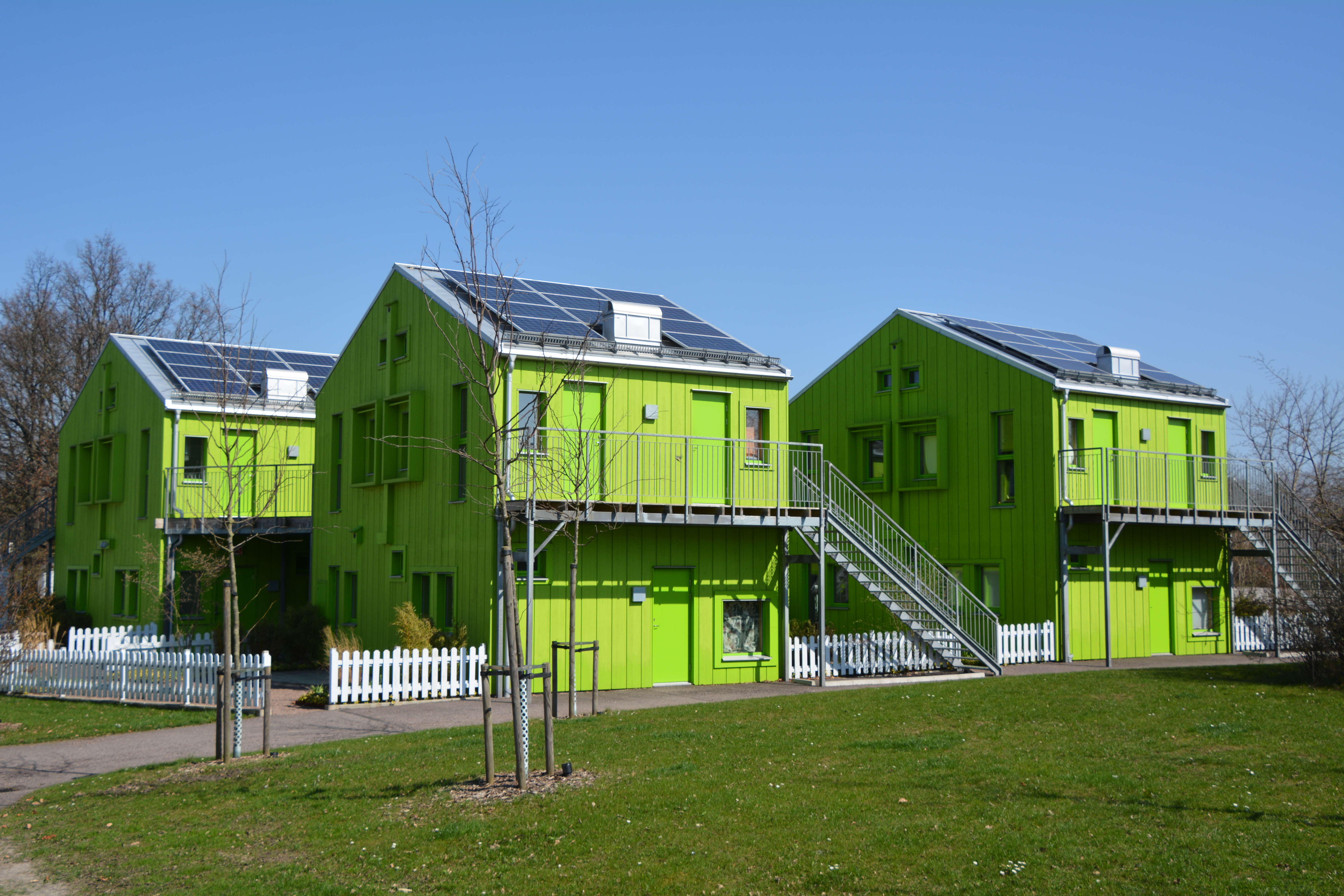
AF Bostäders studentbostäder Kämnärsrätten, byggda 2017

Norra Fäladen är en stadsdel i norra Lund. Den ligger norr om trafikleden Norra ringen. I östra delen av området ligger studentbostadsområdena Delphi, Kämnärsrätten och Klosterängen, där en stor andel av studenterna vid Lunds universitet bor.

## Historia
Norra Fäladen byggdes till större delen under slutet av 1960-talet under miljonprogrammet mellan 1966 och 1972 och hade vid färdigställandet 1972 omkring 7 000 invånare. I västra delen av området finns bland annat Sankt Hans backar. Genom området i nord-sydlig riktning går Svenshögsvägen, som leder till bland annat Stångby och Örtofta. I mitten ligger Fäladstorget med bland annat matbutiker och Sankt Hans kyrka. Ett stadsdelsbibliotek finns på högstadieskolan Fäladsgården, som genom sin arkitektur och innehåll samt integrerandet av olika verksamheter gjort skolan till något av unikum ända sedan det byggdes i början av 1970-talet. Norra Fäladen hade 2007 11 561 invånare. År 2013 hade invånarantalet växt till 12 067.
Genom sitt läge vid norra stadsgränsen har Norra Fäladen fortsatt att expandera sedan tidigt 1990-tal, bland annat på Ladugårdsmarken, Annehem och området närmast motorvägen E22. På västra delen har övervägande villor och kedjehus byggts medan man i öster byggt flerbostadshus. Idag bor cirka 12 000 invånare på hela Norra Fäladen och genom utbyggnaden av stadsdelen fortsätter befolkningen att stiga.

## Skolor
På Norra Fäladen finns det fyra skolor: en högstadieskola och fyra låg-/mellanstadieskolor. De senaste av dessa tillkom efter en omorganisation sommaren 2015.
Fäladsgården omfattar årskurserna 7-9 och har profilerat sig genom att erbjuda eleverna att gå i kulturklass eller idrottsklass. Skolan invigdes 1971 men skiljer sig mycket från andra skolor byggda under miljonprogramsåren genom sin borgliknande karaktär med en sluten innergård, suterrängplan, aula och musikklassrum som samtidigt fungerar som replokal åt lokala band. Skolan är ritad av arkitekterna Yngve Lundquist och Hans Rendahl. Vid entrén står metallskulpturen "En av våra" av Alexander Calder.
Utöver skolverksamheten har kommunen flera andra verksamheter förlagda till Fäladsgården. Det gäller framförallt en del förvaltningsuppdrag, så som socialförvaltningen. De flesta sådana verksamheter har dock flyttat ut. Därtill ligger Norra Fäladens stadsdelsbibliotek i byggnaden. Norra Fäladens bibliotek är ett integrerat folk- och skolbibliotek och fungerar både som skolbibliotek och som ett bibliotek för allmänheten. 2011 tilldelades Norra Fäladens bibliotek utmärkelsen Årets skolbibliotek tillsammans med övriga skolbibliotek på området.
De andra låg- och mellanstadieskolorna på Norra Fäladen är:
- Backaskolan, lågstadieskola 1972
- Fäladskolan, fram till 2015 Svenshögskolan, mellanstadieskola 1969
- Ladugårdsmarkens skola, låg/mellanstadieskola 1991
- Delfinskolan, lågstadieskola 2015
- Humleboskolan, 1976, nedlagd efter läsåret 2004/2005.

Många barn som bodde på västra delen av Norra Fäladen (väster om Svenshögsvägen) gick fram till 2015 på Lovisaskolan som tillhörde Norra Fäladens skolområde men låg söder om Norra Ringen i stadsdelen Möllevången.

## Handel och service

### Fäladstorget
Stadsdelen har ett planerat centrum, Fäladstorget, som genomkorsas av Svenshögsvägen. Väster om Svenshögsvägen ligger Norra Fäladens bibliotek och idrottshallen Fäladsgården.
Öster om samma väg ligger en handelsfastighet, vårdcentral och Sankt Hans kyrka. I handelsfastigheten finns en Ica-butik och ett apotek tillhörande Kronans Apotek. Hösten 2017 flyttade Diakonicentralens second hand-butik Uggleboden till Fäladstorget, efter 32 år i Lunds centrum.

### Magistratsvägen
I stadsdelens sydligaste del, mellan Norra Ringen och Magistratsvägen, har ett blandat handels- och industriområde utvecklats. Här ligger företaget Baxter International, tidigare Gambro.
Vid Magistratsvägen finns även en Willys-butik, som fram till oktober 2003 hette Matex. Axfood köpte den dåvarande Matex-butiken i januari 2003. År 2010 fick även Lidl lov att bygga en butik vid Magistratsvägen.
McDonald's fick lov att etablera sig vid Norra Ringen/Svenshögsvägen år 2002. När den tidigare McDonald's-restaurangen vid Mårtenstorget i centrum stängde år 2016 blev Fäladsrestaurangen kedjans enda i Lund. Den kompletterades med ett "mattorg" för några mindre restauranger i en byggnad bakom McDonald's våren 2018.

### Övriga stadsdelen
I anslutning till Annehem, vid Skansvägen, finns en butik byggt för Netto. Den gjordes om till en Coop-butik i mars 2020.